# Martelaren van Gorcumkerk (Brielle)
De Bedevaartskerk H.H. Martelaren van Gorcum is een kerkgebouw in Brielle, in de Nederlandse provincie Zuid-Holland. De kerk is gewijd aan de Martelaren van Gorcum. Het gebouw werd ontworpen door de architect H.P.J. De Vries en werd in gebruik genomen op 29 april 1932. De kerk is onderdeel van een bedevaartcomplex dat verder onder meer bestaat uit het martelaarsveld, een altaarciborie een waterput en een kruisweg.

## Architectuur
Opvallend in het gebouw is de systematische toepassing van bakstenen spitsbogen, niet alleen in het schip van de kerk, maar ook in de zijbeuken en in de processiegangen. Ook de lichtinval is bijzonder van aard: het schip van de kerk is schaars verlicht via blauw en groen getinte glas-in-loodramen. Het licht op het priesterkoor valt echter binnen via hoge aan de zijkanten van het koor geplaatste ramen met geelgetint glas, waardoor, ook bij somber weer, een warme gloed ontstaat. Het ononderbroken zicht op het altaar en de benadrukking van het koor zijn kenmerkend voor een christocentrische kerk.
In de zijbeuken zijn op consoles polychrome houten beelden van de negentien martelaren van Gorcum geplaatst. Boven de in- en uitgang van de kerk hangt een groot schilderij van de Haarlemse schilder Carel Frans Philippeau. Het dateert uit 1880 en verbeeldt de laatste ogenblikken van de martelaren. Voor in de kerk bevindt zich een schrijn met stoffelijke resten van de om het leven gebrachten. De twee stenen beelden van de Martelaren van Gorcum van beeldhouwer René van Seumeren zijn oorspronkelijk gemaakt voor de Martelaren van Gorcumkerk in Den Haag, ze zijn na sluiting van deze kerk verplaatst naar Brielle.

## Martelveld

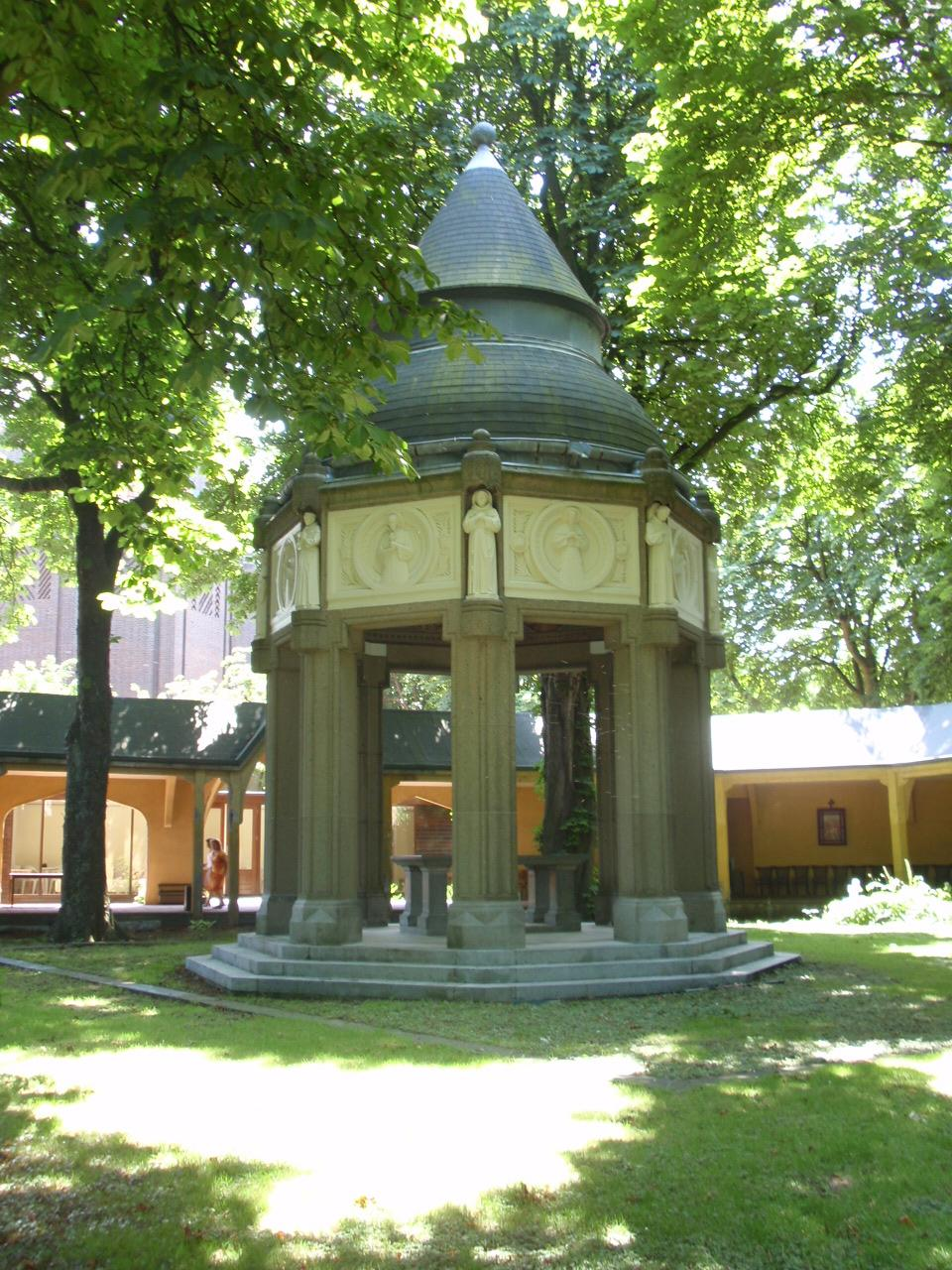
Ciborium

Achter de kerk bevindt zich het ommuurde martelaarsveld, op de plek waar eens de turfschuur heeft gestaan waar de martelaren het leven lieten. Hier staat een koepelvormig ciborium, dat dateert uit 1917 en werd ontworpen door architect Jan Stuyt. Een ander opvallend punt op dit terrein is de vijver, op de plek waar vroeger de visvijver van het klooster was. Vanwege het feit dat men aannam dat in dit water ooit het gebeente van de heiligen is gereinigd, kende men aan het water geneeskracht toe. Rond het Martelveld is een overdekte omgang, waar processies konden worden gehouden en waar zich eveneens de uit omstreeks 1870 daterende kruiswegstaties bevinden.
De kerk is gebouwd ter vervanging van een uit 1880 daterende houten kapel, die overigens niet op dezelfde plaats stond, maar aan de andere kant van het Martelveld. Deze kapel was ontworpen door E.J. Margry en werd in 1948 verwijderd, ze deed daarna nog enkele jaren dienst als noodkerk in Den Haag.
In de kerk is ook aandacht voor andere martelaren in oorlogstijd zoals Edith Stein en Titus Brandsma.

## Bedevaarten
Het complex is het toneel van de jaarlijkse nationale bedevaartsdag in juli, die belangstellenden uit het hele land trekt en wordt bijgewoond door vooraanstaande kerkelijke prelaten. Het bedevaartscomplex wordt bestuurd door de Bisschoppelijke Brielse Commissie van het bisdom Rotterdam.
Daarnaast vindt er jaarlijks in het laatste weekend van augustus, vanuit de Priesterbroederschap Sint Pius X, een tweedaagse voetbedevaart Gorcum-Brielle plaats. Deze bedevaart eindigt in de Martelaren van Gorcumkerk met een tridentijnse mis.